# Quận Matagorda, Texas
Quận Matagorda (tiếng Anh: Matagorda County) là một quận trong tiểu bang Texas, Hoa Kỳ. Quận lỵ đóng ở thành phố Bay City 6. Theo kết quả điều tra dân số năm  2000 của Cục điều tra dân số Hoa Kỳ, quận có dân số 37.957 người 2.

## Thông tin nhân khẩu
Theo điều tra dân số 2 năm 2000, quận đã có dân số 37.957 người, 13.901 hộ, và 9.925 gia đình sống trong quận. Mật độ dân số là 34 người cho mỗi dặm vuông (13/km ²). Có 18.611 đơn vị nhà ở với mật độ trung bình là 17 cho mỗi dặm vuông (6/km ²). Cơ cấu dân tộc dân cư quận gồm 67,83% người da trắng, 12,72% da đen hay Mỹ gốc Phi, 0,67% người Mỹ bản xứ, 2,38% người châu Á, 0,04% người đảo Thái Bình Dương, 13,98% từ các chủng tộc khác, và 2,38% từ hai hoặc nhiều chủng tộc. 31,35% dân số là người Hispanic hay Latino thuộc chủng tộc nào. 10,3% là của Đức, 8,2% người Mỹ, 5,4% tiếng Anh và Ailen 5,2% tổ tiên theo điều tra dân số năm 2000. 73,9% nói tiếng Anh, 24,0% người Tây Ban Nha và 1,6% Việt như ngôn ngữ đầu tiên của họ.
Có 13.901 hộ, trong đó 36,70% có trẻ em dưới 18 tuổi sống chung với họ, 53,80% là các cặp vợ chồng sống với nhau, 12,70% có chủ hộ là nữ không có mặt chồng, và 28,60% là không lập gia đình. 25,10% của tất cả các hộ gia đình đã được tạo thành từ các cá nhân và 10,40% có người sống một mình 65 tuổi trở lên đã được người. Bình quân mỗi hộ là 2,70 và cỡ gia đình trung bình là 3,25.
Trong quận, độ tuổi dân cư quận với 30,00% ở độ tuổi dưới 18, 8,90% 18-24, 26,90% 25-44, 21,80% 45-64, và 12,40% người 65 tuổi trở lên. Tuổi trung bình là 35 năm. Cứ mỗi 100 nữ có 98,60 nam giới. Cứ mỗi 100 nữ 18 tuổi trở lên, đã có 95,50 nam giới.
Thu nhập trung bình cho một hộ gia đình trong quận đã được $ 32.174, và thu nhập trung bình cho một gia đình là $ 40.586. Nam giới có thu nhập trung bình $ 37.733 so với 21.871 $ cho phái nữ. Thu nhập trên đầu cho các quận được 15.709 USD. Giới 14,90% gia đình và 18,50% dân số sống dưới mức nghèo khổ, trong đó có 23,00% những người dưới 18 tuổi và 13,60% có độ tuổi từ 65 trở lên. 